# Lewis Watson (Leichtathlet)
Lewis Watson (Lewis George Vines Watson; * 25. Juni 1895 in New Britain, Connecticut; † 19. Mai 1961 in Redwood City) war ein US-amerikanischer Langstreckenläufer.
Bei den Olympischen Spielen 1920 in Antwerpen kam er im Crosslauf auf den 34. Platz.